# 大江町立大江中学校
大江町立大江中学校（おおえちょうりつ おおえちゅうがっこう）は、山形県西村山郡大江町にある公立中学校。

## 概要
- 町内にあった3中学校が町内の過疎化に伴い、生徒数が減少にともない大江町内に中学校を一つに集約して本郷地区に誕生したのが大江中学校である。

## 教育目標
- ふる里と仲間を愛し、未来へ羽ばたく大江中生[3]

## 沿革
- 1976年4月 - 大江町立左沢中学校、大江町立本郷中学校、大江町立七軒中学校が統合して大江町唯一の中学校である大江中学校が開校。

## 学区
- 大江町全域

## 生徒数
| 年度 | 男子 | 女子 | 計  |
| ---- | ---- | ---- | --- |
| 2020 | 87   | 81   | 169 |
| 2011 | 121  | 108  | 229 |
| 2010 | 124  | 121  | 245 |
| 2009 | 129  | 137  | 266 |
| 2008 | 147  | 143  | 290 |
| 2007 | 145  | 153  | 298 |
| 2006 | 155  | 159  | 314 |
| 2005 | 151  | 170  | 321 |
| 2004 | 163  | 168  | 331 |
| 2003 | 167  | 152  | 319 |
| 2002 | 177  | 148  | 325 |

## 部活動
- 野球部
- ソフトボール部
- 女子ソフトテニス部
- 男子バレーボール部
- 女子バレーボール部
- 男子バスケットボール部
- 男女卓球部
- 男女剣道部
- 男女柔道部
- 吹奏楽部

## 所在地
- 山形県西村山郡大江町大字本郷己605